# Nội dung khiêu dâm loạn luân
Nội dung khiêu dâm loạn luân là một thể loại nội dung khiêu dâm liên quan đến việc mô tả hoạt động tình dục giữa những người thân với nhau. Nội dung khiêu dâm loạn luân có thể có những người thân thực sự, thế nhưng thể loại chính của nội dung này là fauxcest giả tạo, theo đó các diễn viên không có quan hệ huyết thống đóng phim cùng nhau để gợi ý mối quan hệ gia đình. Thể loại này bao gồm các nhân vật có nhiều cấp độ quan hệ họ hàng khác nhau, bao gồm anh chị em ruột, anh chị em họ, cô, chú, cha mẹ, con cái, cháu gái và cháu trai. Đặc biệt, mối quan hệ mẹ con là một hiện thân của phức cảm Oedipus. Tại nhiều quốc gia, nội dung khiêu dâm loạn luân được xem là nội dung bất hợp pháp.

## Lịch sử và tính pháp lý
Có thể nói rằng ví dụ nổi tiếng nhất của thể loại này là loạt phim Taboo trong thập niên 1980. Bộ phim đầu tiên trong loạt phim này, có sự tham gia của Kay Parker, được ra mắt vào năm 1980. Từ đó nhiều phần phim tiếp theo cũng được ra mắt, trong đó có một số đã giành được các giải thưởng phim người lớn.
Có một lượng lớn phim khiêu dâm về loạn luân trên Internet, dẫn đến việc một số người cho rằng điều này có thể làm cho việc loạn luân trong đời thực trở nên hợp pháp hoặc được chấp nhận, khuyến khích. Ngay cả Jeffrey Masson còn từng bình luận rằng, phim khiêu dâm loạn luân là "hạt nhân chính của phim khiêu dâm - hình thức nguyên bản của nó".
Nội dung khiêu dâm loạn luân có thể được tạo ra bởi cha mẹ và con cái, anh chị em thực sự. Tuy nhiên, loại phim khiêu dâm chính này chỉ đơn giản là sử dụng các diễn viên ở độ tuổi khá khác nhau hoặc các diễn viên có ngoại hình giống nhau khiến cho họ tưởng tượng ra mối quan hệ gia đình. Trong mọi trường hợp, những sự kết hợp này cũng có thể bao gồm những người ở độ tuổi thấp và nếu tất cả các đối tác đều là người lớn thì ở Nhật Bản là hợp pháp nếu như họ trên 18 tuổi, nhưng nếu đối tác là trẻ em (dưới 17 tuổi) thì đó là nội dung khiêu dâm trẻ em.
Nội dung khiêu dâm loạn luân chiếm một vị trí độc tôn trong số những cuốn sách khiêu dâm, và cũng có những trường hợp có tính chất đặc biệt trên các tạp chí tổng hợp và tạp chí chuyên biệt. Ngoài ra, nhiều lời thú nhận về trải nghiệm từ độc giả, bao gồm cả những trải nghiệm bị cấm đoán, cũng được giới thiệu trưng bày, đồng thời nhiều tạp chí loạn luân và bộ truyện chuyên biệt cũng từng được xuất bản.

## Phim khiêu dâm sinh đôi và anh chị em
Trong khoảng thời gian trở lại ít nhất là từ thời cặp đôi anh em đồng tính Christy thập niên 1970, các nội dung về loạn luân, đặc biệt là giữa các cặp anh em sinh đôi, đã trở thành một đặc điểm của ngành công nghiệp khiêu dâm đồng tính nam. Mặc dù anh em Christy có thể không liên quan gì tới nhau nhưng họ lại có ngoại hình tương tự và một số cặp anh em sinh đôi cũng từng xuất hiện cùng nhau trong những cảnh quay mà không có sự tiếp xúc đáng kể giữa họ. Ngoài ra còn có một số cặp anh em sinh đôi thực sự đã thực hiện hành vi tình dục với nhau. Điều này bị xem là vi phạm pháp luật tại nhiều vùng lãnh thổ. Ví dụ như tại Úc, nó được đánh giá là Refused Classification (từ chối phân loại) (RC).
Bộ phim sản xuất năm 1999 của William Higgins mang tên Double Czech bao gồm cảnh quan hệ tình dục thật giữa cặp anh em sinh đôi Bartok, cũng như ấn bản tiếp theo năm 2009 giữa cặp anh em sinh đôi Richter, tuy nhiên, cảnh quay của anh em Bartok được mô tả là "họ trông hoàn toàn kinh hãi" trong phân cảnh của họ. Không giống như cặp anh em sinh đôi người Czech khác, Elijah và Milo Peters, họ làm việc cùng nhau mà còn không sử dụng bao cao su cho cả quan hệ bằng miệng và hậu môn cho hãng sản xuất Bel Ami. Vào năm 2010, họ được báo cáo lại là sống chung với nhau như một cặp đôi độc thân ngoài lề công việc khiêu dâm của họ và mong muốn tiếp tục làm việc cùng nhau thêm 50 năm nữa. Một số cảnh quay cặp anh em Peters cùng tham gia đã cần phải chỉnh sửa lại để nhận được sự chấp thuận từ cơ quan kiểm duyệt phân loại phim phân phối trên thị trường, bao gồm cả Vương quốc Anh và Hoa Kỳ.
Tại Nhật Bản, thể loại khiêu dâm anh chị em thường được gọi một cách cụ thể là em gái Moe (妹萌え).

## Phim giả loạn luân Fauxcest
Fauxcest được hiểu là những hình tượng khiêu dâm hoặc tình dục mô phỏng sự loạn luân giữa các diễn viên chỉ đang giả vờ là anh chị em nhưng thực tế thì không có mối quan hệ huyết thống nào. Thuật ngữ fauxcest là sự kết hợp của "faux" và "incest", đôi khi được viết tắt thành "faux-incest" và cũng đôi khi được sử dụng hoán đổi với thuật ngữ "đóng vai gia đình" hoặc "loạn luân giả tưởng". Ngoài phụ nữ, những người tiêu thụ chính của thể loại này là các cặp đôi và thế hệ gen Y. Theo một nhà đạo diễn phim khiêu dâm, một phần của sự hấp dẫn thể loại fauxcest này là do mong muốn của khán giả muốn xem những nội dung cấm kỵ và gây tranh cãi. Đến năm 2016, thể loại này đã gia tăng mức độ phổ biến lên tới 1000% kể từ năm 2011 và 178% kể từ năm 2014, một sự tăng trưởng mạnh mẽ mà một số chuyên gia trong ngành công nghiệp đã cho là do khán giả nữ giới, những người chủ yếu tìm kiếm nội dung kèm theo một câu chuyện bối cảnh. Các biến thể của mối quan hệ giả định bao gồm anh chị em ruột, mẹ-con trai, cha-con gái, mối quan hệ cha kế/mẹ kế và nhiều thể loại khác.
Một trong những lý do đằng sau xu hướng loạn luân giả tạo được ưa chuộng hơn loạn luân quan hệ huyết thống thực tế trong khả năng giả tưởng đó là tính chất cấm đoán của các hình thức quan hệ huyết thống vì một số nhà xuất bản sẽ từ chối phát hành nội dung kiểu vậy.
Trên GameLink, cứ mười giao dịch mua bán thì có một giao dịch mua có chủ đề fauxcest, và một nhà xã hội học cho biết rằng, chủ đề này đã trở nên phổ biến hơn, bằng chứng là nó được mô tả thông qua tiểu thuyết giả tưởng và loạt phim truyền hình như Game of Thrones. Sách hư cấu giả loạn luân bắt đầu trở nên phổ biến vào năm 2011. Một số công ty tự xuất bản cũng đang hoan nghênh nội dung có chủ đề giả loạn luân.